# Schwepnitz
Schwepnitz (tiếng Sorbia: Sepicy) là một đô thị ở huyện of Bautzen, bang Sachsen, Đức. Đô thị Schwepnitz có diện tích 55,5 km², dân số thời điểm ngày 31 tháng 12 năm 2006 là 2738 người.